# Chauchevieille

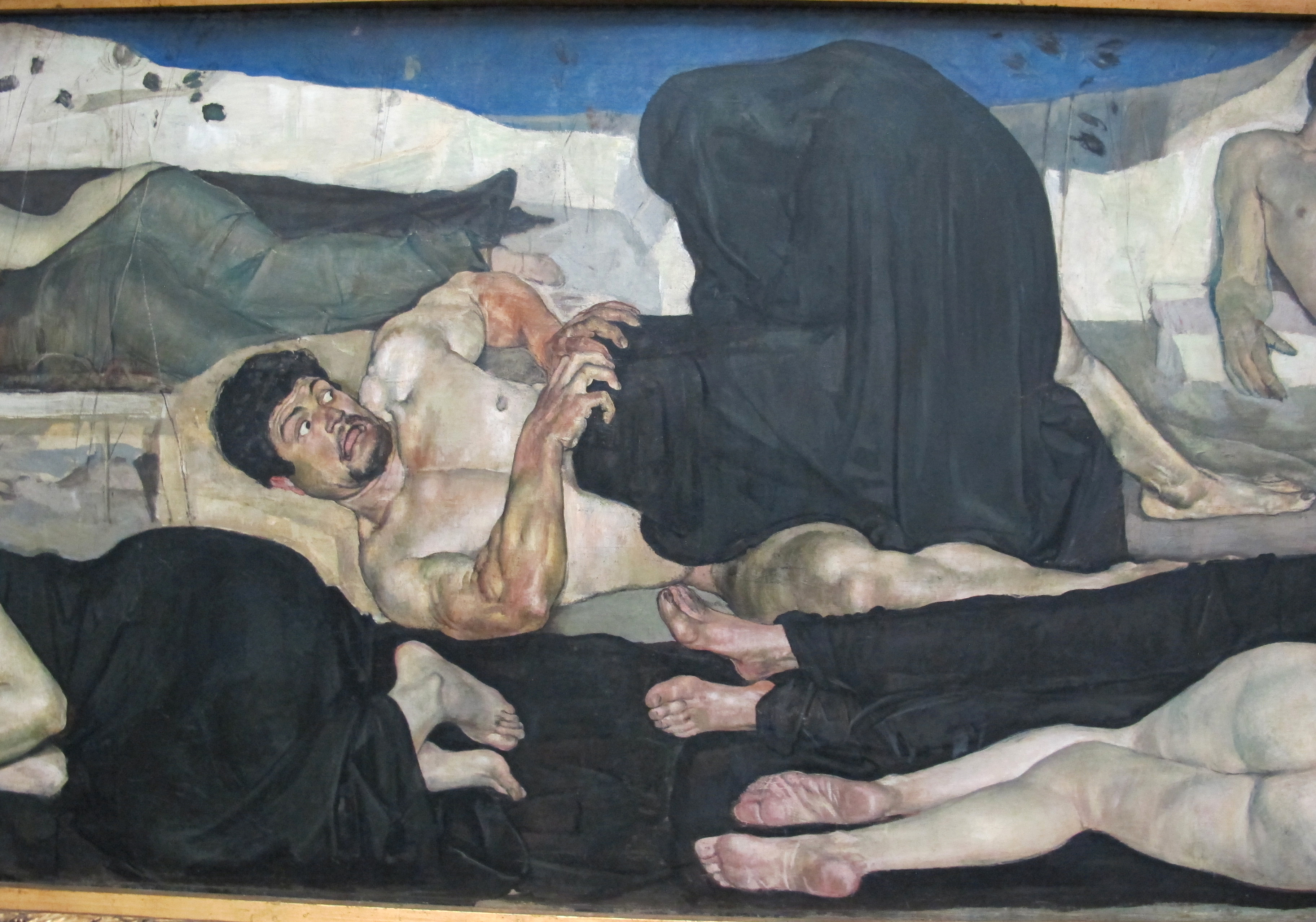
Section de "La nuit" de Ferdinand Hodler pouvant représenter la cauchevieille venant étrangler un dormeur

En France (Rhône-Alpes et Languedoc) et en Suisse Romande, la chauchevieille, parfois chaussevieille, est une sorcière mythique ambivalente, à la fois maléfique et bénéfique. Elle est réputée pourvoyeuse de cauchemars et étrangle nuitamment ses victimes en foulant leur gorge. Mais elle récompense aussi les enfants dans la période de Noël en leur apportant des cadeaux, à l'instar du Bon Enfant,.

## Étymologie
Le lien entre la chauchevieille et le cauchemar est étymologique.
Chacun de ces mots est composés de deux éléments : « chauche » et « vieille » dans le premier cas, « cauche » et « mar » dans le second cas.
Les deux éléments « chauche » et « cauche » proviennent régulièrement du latin latin : calcare « fouler avec le talon, piétiner, presser ». Calcare devient en ancien français chauchier, puis chaucher, prenant le sens plus large « presser, fouler la vendange, dépiquer le blé »,,. C'est cette forme qui se retrouve dans chauchevieille.
On trouve dans un ouvrage de Antoine Du Pinet datant de 1652 l'indication que la pivoine est un remède contre les chauchevieilles (dans le sens de cauchemar).
À la fin du 18e siècle, on trouve la forme « cauquevieille » à Lyon, dans le sens de « cauchemar ». Au 19e siècle, le Larousse donne plusieurs variantes régionales du mot « cauchemar » : chauche-vieille (Rhône), chauchi-vieilli (Isère), chaouche-vielio (Languedoc).
Quant à l'élément vieille, assez transparent, il désigne une femme âgée.
Selon Maurice Bossard, le sens premier de chauchevieille doit donc être : « être surnaturel et malfaisant, personnifié par une vieille femme provoquant chez l'individu endormi le cauchemar ».

### Variantes du nom
Le nom de la chauchevieille est connu dans tout l'espace francoprovençal. Or cette dernière langue est fortement dialectisée, ce qui a engendré de multiples variantes régionales, souvent reprises en français après l'abandon du dialecte francoprovençal local. Une difficulté supplémentaire est posée par l'absence de norme orthographique, ce qui engendre des graphies parfois très différentes pour une même prononciation.
- En français : chauchevieille, chauche-vieille, chaussevieille
- En patois vaudois : tsautsevîlye[6]
- En patois de Blonay : tsouṣevīḷè[1]
- En patois du Pays d'En-Haut : tsâothe-vîdhe[7]
- Selon la graphie du Doyen Bridel : tschautzevilha[8]
- Selon la graphie du Glossaire des patois de la Suisse Romande : tsaotsəvịlə[9]
- Selon la graphie d'Alfred Cérésole : tchausse-villha[7]

## Description
La chauchevieille est une sorcière maléfique, ou parfois, selon les régions, un mauvais esprit ou un maléfice. On la prétend surtout active à la fin de l'année. Elle est réputée chevaucher un cheval aveugle, ou parfois d'un âne, qu'elle laisse à la porte de la maison qu'elle visite.
Alfred Cérésole la décrit ainsi : 

« Montée sur son cheval aveugle, tenant une verge à la main, le dos voûté, le visage ridé, les cheveux en désordre, l'œil méchant, le nez arqué, le menton en avant, on la voit, couverte de ses nippes, errer la nuit de ruine en ruine, de maison en maison. Il est sage de se méfier d'elle et de ne pas tomber sous le coup de ses vengeances ou de ses espiègleries. Ayant le caractère aigri et vindicatif, elle se plaît à taquiner les hommes. »

Elle joue un rôle dans la fête de Noël, parfois punissant, parfois récompensant les enfants. Elle est parfois considérée comme la femme du Bon Enfant,.
Selon Maurice Bossard, il semble que son ambivalence soit issue de deux traditions différentes qui auraient été fusionnées dans le même personnage.

## Attributs

### Lien avec le cauchemar
La chauchevieille est surtout réputée pour provoquer des cauchemars chez le dormeur en lui écrasant (chauchant) la gorge avec le pied.
Ce lien avec le cauchemar est entériné par de nombreuses expressions en francoprovençal. On dit par exemple en savoyard « être chevauché par la chauchevieille » pour exprimer le fait de cauchemarder.

### Lien avec Noël
Dans le canton de Vaud particulièrement, la chauchevieille est associée à Noël. Tenant parfois le rôle de punisseuse, elle apporte des verges aux enfants. Toutefois, elle tient aussi un rôle positif dans cette fête, et à Blonay, seule cette fonction lui est connue.
La chauchevieille est dans ce cas une femme âgée, qui, la veille de Noël, fait la tournée des maisons du village avec son âne chargé de cadeaux. Dans des chaussures que les enfants ont préparées exprès, elle dépose des friandises, fruits secs ou bricelets, mais aussi parfois une verge. En plus de préparer leurs chaussures, les enfants plaçaient devant la porte de la maison du foin pour l'âne de la chauchevieille. Toutefois, Louise Odin précise en 1906 que cette dernière coutume ne se pratique plus.
Elle est souvent associée au Bon Enfant, variante vaudoise du Père Noël. Elle est alors considérée comme sa femme.

## Traditions populaires
Dans le Pays d'En-Haut, les quenouilles devaient être filées avant la veille de Noël et dissimulées derrière la cheminée pour éviter que la chauchevieille ne vienne emmêler les fils. De plus, le jour de Noël, on cachait le rouet pour se prémunir contre la visite de la chauchevieille pendant l'année suivante.
À Payerne, dans les années 1920, la chauchevieille jouait le rôle du Père Fouettard dans la tradition de Noël.
À Blonay, on plaçait du foin devant la maison la veille de Noël, pour l'âne de la chauchevieille.

## Dans la culture
La Chauche-vieille est une valse traditionnelle du Chablais.